# Limonit

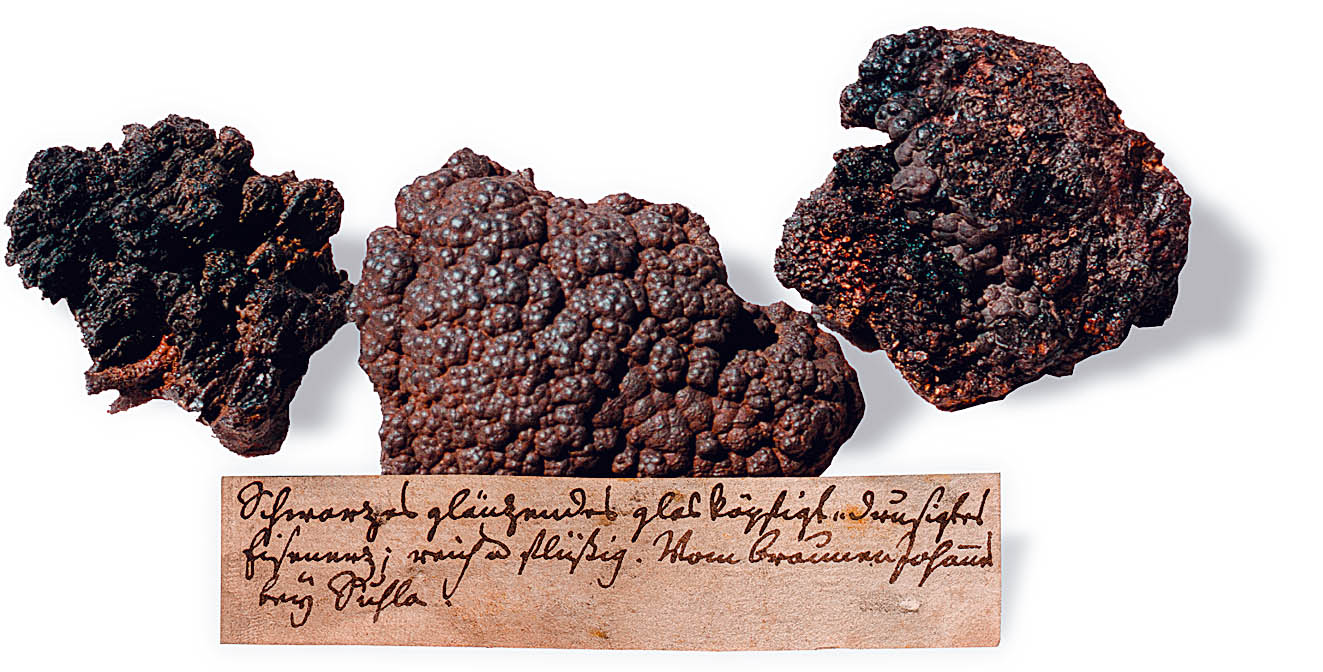
Schlackiger Brauneisenstein mit Original-Beschriftung aus dem Bergwerk Brauner Johannes in Suhl (Sammlung Naturhistorisches Museum Schleusingen)

Limonit, auch Brauneisenerz, Brauneisenstein oder Basalteisenstein genannt, ist ein sehr häufig zu findendes, eisen- und wasserhaltiges Mineralgemenge verschiedener Eisenoxide wie Goethit, Lepidokrokit und verschiedener anderer hydratisierter Eisenoxide. Zusätzlich wurden an einigen Fundorten auch Beimengungen von Hämatit gefunden. Daher wird Limonit heute nicht mehr als eigenständiges Mineral angesehen.
Durch Glühen setzt Limonit Wasser frei, dehydratisiert also. Um festzustellen, ob ein ockerfarbenes Gestein oder eine potenzielle Farberde Limonit enthält, hält man eine Probe über eine Gasflamme, bis sie rot zu glühen beginnt. Hat sie sich nach dem Abkühlen ins Rote oder Purpurne verfärbt, handelte es sich um Limonit. Damit erklärt sich auch, dass viele gelbe Tone nach dem Brennen rötliche Töpfer- oder Ziegeleiwaren (z. B. Terrakotta) ergeben. Auf demselben Effekt beruhen die Pigmente gebrannter Ocker, gebrannte Siena oder gebrannte Umbra.

## Bildung und Fundorte

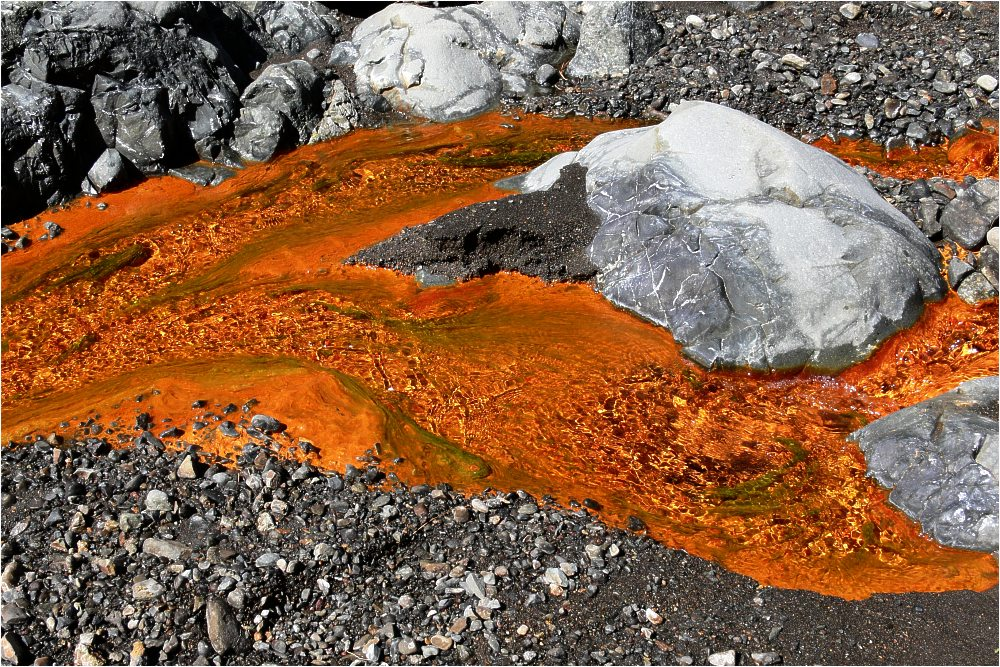
Limonitausfällung am Grund eines Bachs in der Caldera de Taburiente

Limonit ist ein Bestandteil sedimentärer eisenhaltiger Gesteine. Diese werden als Eisensteine oder veraltet als Eisenkalkstein bezeichnet. Beispiele solcher Gesteine sind Raseneisenerz, Oolithische Eisensteine, Minette, Trümmereisenerz und Bohnerz.
Weiterhin kommt Limonit in sekundären Lagerstätten (Lagerstätten, die durch Verwitterung primärer Minerale entstanden) vor. Häufig findet es sich als Verwitterungsprodukt eisenhaltiger Minerale (Olivin, Pyroxene, Amphibole, Biotit, aber auch von Magnetit) in mafischen Vulkaniten wie Melaphyr und Basalt oder in felsischen Magmatiten wie Diorit und Granit.
Im Alltag begegnet uns Limonit vor allem als Rost an Eisengegenständen.
Limonit tritt in verschiedenen Ausbildungen auf: Brauner Glaskopf (als tropfige, nierige oder schlackeartige Varietät – gelbbraun bis fast schwarz), derber Brauneisenstein (gelbbraun bis schwarz, nicht zu verwechseln mit Braunstein, einem Manganoxid). Sedimentäre Lagerstätten bestehen oft aus Eisenkalk (hell-rehbraun bis dunkel rostigbraun, ein Limonit-getränkter Kalkstein) und mit Limonit stark angereicherten Lettenlagen, die entweder als derber, fester Brauneisenstein oder als Letten ausgebildet sind. Letztere werden auch als Farberden (Pigment wie Ocker und Siena) gewonnen. Ocker ist eine pulverartige Verwitterungsform des kristallinen Limonits, die als Farberde auch als Umbra gehandelt wurde und im Bergbau auch Brauneisenmulm genannt wird. Es findet sich auch in der Verwitterungszone basisch begleiteter Erzgänge (z. B. im „Eisernen Hut“ der Kupfer-/Zinkgänge des Erzgebirges).
Neben Magnetit und Hämatit stellt Limonit das wichtigste Eisenerz dar, das heute noch in vielen Ländern in Großtagebauen gewonnen wird. FeO(OH) ist auch das Endprodukt, das beim Rosten von Eisen entsteht.
Bekannte Fundorte in Deutschland sind vor allem Auerbach in der Oberpfalz und Sulzbach-Rosenberg in Bayern, Beselich in Hessen, Eschweiler (im Korkus und Propsteier Wald) in Nordrhein-Westfalen sowie Kamsdorf (bei Saalfeld), Brotterode-Trusetal (Laudenbach), Atterode (Stahlberg, Hohe Klinge) und Albrechts (das „Altenfeld“) in Thüringen.

## Geschichte
In der Antike spielte Brauneisenerz zur Eisenerzeugung eine geringere Rolle als Hämatit, das in den alten Rennfeuern besser verhüttbar war. Erst mit der Einführung der Stück-, Blau- und Hohen Öfen im 16. Jahrhundert begann das Aufblühen der Brauneisenerzgewinnung.
In seiner Eigenschaft als Anteil der Erdpigmente zählt er aber zu den frühesten vom Menschen genutzten Materialien und lässt sich in steinzeitlichen Höhlenmalereien und Felsbildern nachweisen.

## Limoniteinlagerungen in Gesteinen
Die Minerale des Limonitkomplexes sind bei vielen Gesteinen eine natürliche farbgebende Komponente und oft in sehr feinverteilter Form eingelagert. Bei vielen Sandsteinen bewirken sie die gelbliche bis rostbraune Farbe. In Karbonatgesteinen sind Gelbtönungen in allen Nuancierungen dadurch ebenfalls häufig verursacht. Limonit und verwandte Minerale sind ein wichtiger, aber nicht der einzige gelbtönende Gesteinsbestandteil.
Von besonderer Bedeutung ist der Umstand, wo Limonit und andere Eisenmineralien in Bau- und Dekorationsgesteinen in so fein verteilter Form vorliegen, dass sie mit dem Auge nicht wahrgenommen werden können, aber durch spätere Umwelteinwirkungen oder Weiterverarbeitungen eine nachträgliche Gelbfärbung erzeugen. Beispielsweise tritt diese Erscheinung bei einigen Graniten und bestimmten Sorten des Carrara-Marmors auf, die nach Verlegung in stark alkalischen Klebern oder bei der Einwirkung von atmosphärischen Einflüssen deutliche Verfärbungen in unterschiedlich großen Flächen aufweisen. Wie auch bei allen anderen Werkstoffen üblich, ist im Zusammenhang mit solchen Erscheinungen die Eignung des jeweiligen Gesteins für den konkreten Anwendungsfall durch die Fachleute zu klären.
Das Brauneisenerz ist Hauptbestandteil von Raseneisenstein und vom sogenannten Adlerstein (lateinisch lapis aquilae und Aetites aquilinus, auch Lapis aetites und Aetites), einem eiförmigen, innen hohlen Stein, in dem kleine Steinchen oder verhärtete Erde enthalten ist. Solche Adlersteine wurden als Amulett oder Wehenmittel verwendet, aber auch pulverisiert als Zutat zu einer Salbe gegen Epilepsie verwendet.